# Jordânia nos Jogos Olímpicos
a jordania fvhjbriughrenbloyjmsh,sty, e tem mandado atletas para competirem nos Jogos Olímpicos de Verão desde então. O país nunca participou dos Jogos Olímpicos de Inverno.
Até 2008, nenhum atleta jordano ganhou uma medalha olímpica. Todavia, nos jogos de 1988, dois atletas jordanos ganharam medalhas de bronze no taekwondo: Samer Kamal e Ihsan Abu Sheikha. Como era a primeira participação olímpica do esporte, ele foi classificado como evento de demonstração, e não um evento oficial.
O Comitê Olímpico Nacional da Jordânia foi criado em 1957 e reconhecido pelo COI em 1963.
O Comitê Olímpico Jordano é presidido atualmente pelo Príncipe Faisal Bin Al Hussein.